# Islamistične brigade ponosa Egipta
Islamistične brigade ponosa Egipta (tudi Islamistične brigade ponosa v deželi Nila) je islamska, fundamentalistična teroristična skupina, ki deluje v Egiptu.

## Zgodovina
Skupina se je pojavila v aprilu 2005, ko je prevzela odgovornost za bombni teroristični napad 7. aprila 2005 na kairski tržnici Han el Halili, v katerem so umrli trije in bilo ranjenih 18 ljudi. To je bil prvi napad v Egiptu na zahodnjake v sedmih letih.